# ПП-19-01
ПП-19-01 «Вітязь» — російський пістолет-кулемет, розроблений 2004 року компанією «Іжмаш». Базується, залежно від виконання. на АКС-74У (вик. 10) або на АК-105 (вик. 20). Стандартний пістолет-кулемет, що використовується співробітниками МВС РФ, російської поліції, Росгвардії, ФСВП та інших силових структур. Є подальшим розвитком ПП-19 «Бізон».

## Опис
Зброя розроблена концерном «Іжмаш» для загону спецпризначенців внутрішніх військ Росії «Вітязь», на честь якого й одержала свою назву. Використовується для ураження живої сили (у тому числі захищеної бронежилетами) та неброньованої техніки (легкових та вантажних автомобілів).
Автоматика полягає у використанні енергії віддачі вільного затвора. Газовідвідна система відсутня, стрільба ведеться із закритого затвора. Ствольна коробка, ударно-спусковий та запобіжний механізми ідентичні відповідним елементам АКС-74У, за винятком відсутності поворотного затвора, газовідвідних елементів та поршня. Довжина ствола — 240 мм, з чотирма нарізами в каналі. Є складний металевий рамковий приклад на кшталт АКС-74У, який складається на ліву сторону. На лівій стороні є штатна планка для кріплення кронштейнів оптичних прицілів, на колодці мушки та на цівці передбачені приєднувальні місця для ліхтаря, лазерного цілевказівника або переднього руків'я. Пістолетне руків'я запозичене в АК «сотої серії» та виготовлене з поліаміду. Дульне гальмо має три прямокутні насічки, які знижують віддачу та захищають гальмо від пошкоджень. ПП-19-01 також може оснащуватися глушником звуку пострілу.
Ударно-спусковий механізм дозволяє «Вітязю» вести одиночний та автоматичний вогонь патронами 9×19 мм різних типів (у тому числі бронебійними кулями 7Н21). Живлення здійснюється із секторного магазина на 30 патронів; можливе використання спарених магазинів, з'єднаних спеціальною скобою, що постачається разом зі зброєю, що прискорює перезаряджання. Перевідник вогню розташований на правій стороні ствольної коробки над спусковим гачком і має три положення: верхнє — зброю на запобіжнику, нижнє (літери ОД) — одиночний вогонь, середнє (літери АВ) — безперервний вогонь. Основний приціл — секторний, відкритий і регульований по дальності.
«Вітязь» випускається у двох варіантах: базовому ПП-19-01 вик.10 та модифікованому ПП-19-01 вик.20 «Вітязь-СН». Другий варіант відрізняється винесеними на ліву сторону запобіжником та руків'ям затвора та додатковою планкою Пікатінні на кришці ствольної коробки. Одна з основних відмінностей «Вітязь-СН» від базового ПП-19-01 — це взяття за основу не АКС-74У, а АК-105. Це в першу чергу виявляється у заміні ствольної коробки та УСМ на АК сотої серії, установці штатної цівки та накладки газовідвідної трубки від автоматів лінійки АК-74М, а також у заміні перекидного цілика АКС-74У на відкритий секторний.

## Бойове використання

### Російське вторгнення в Україну
Головне управління розвідки Міністерства оборони України, після знищення колони Росгвардії поблизу селища Димер, Київської області, виявило, що військовослужбовці 748 окремого батальйону оперативного призначення військ Росгвардії (м. Хабаровськ) були, озброєні, зокрема, пістолетами-кулеметами ПП-19-01 вик. 20 «Вітязь-СН».

## Галерея

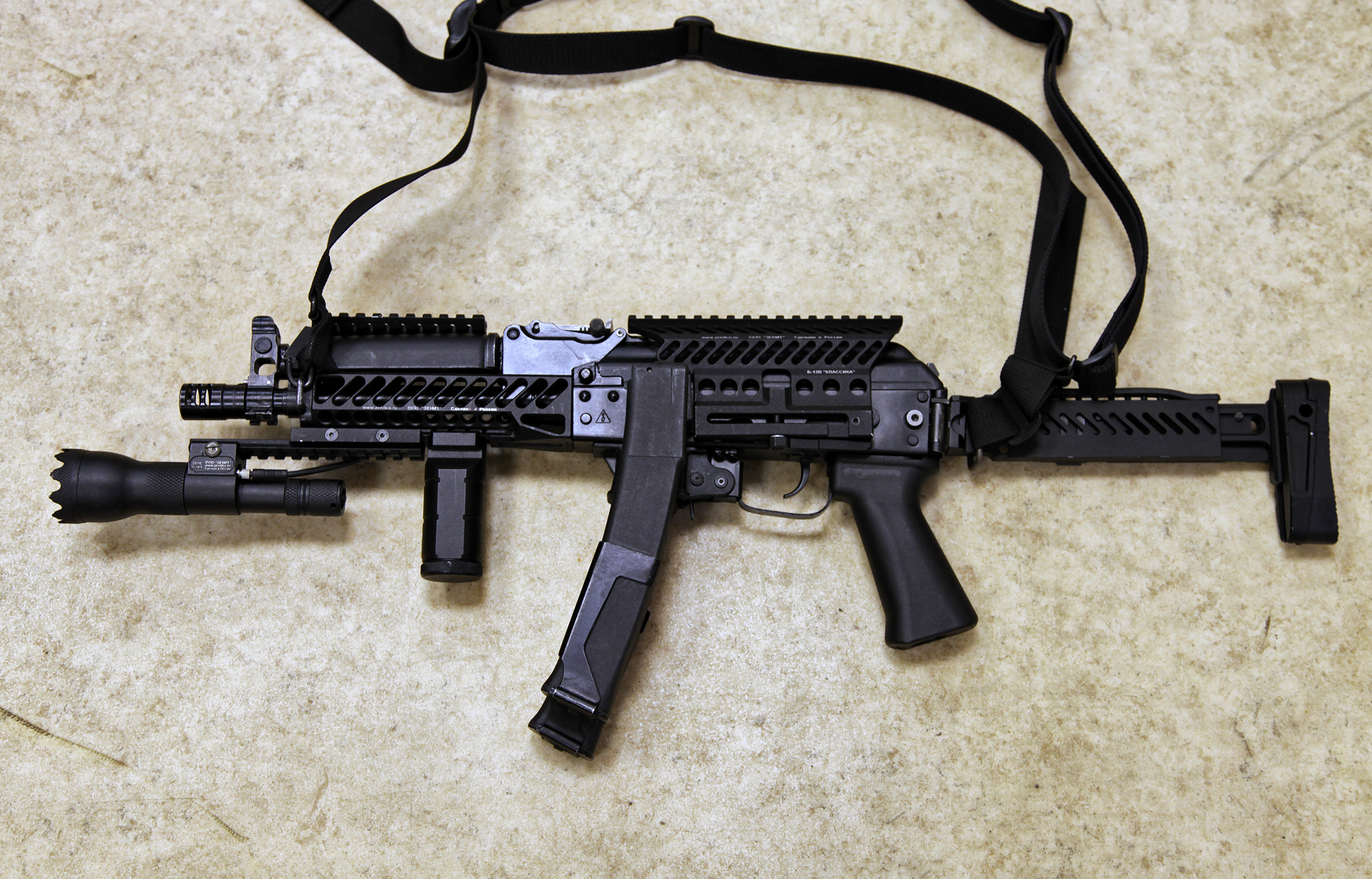
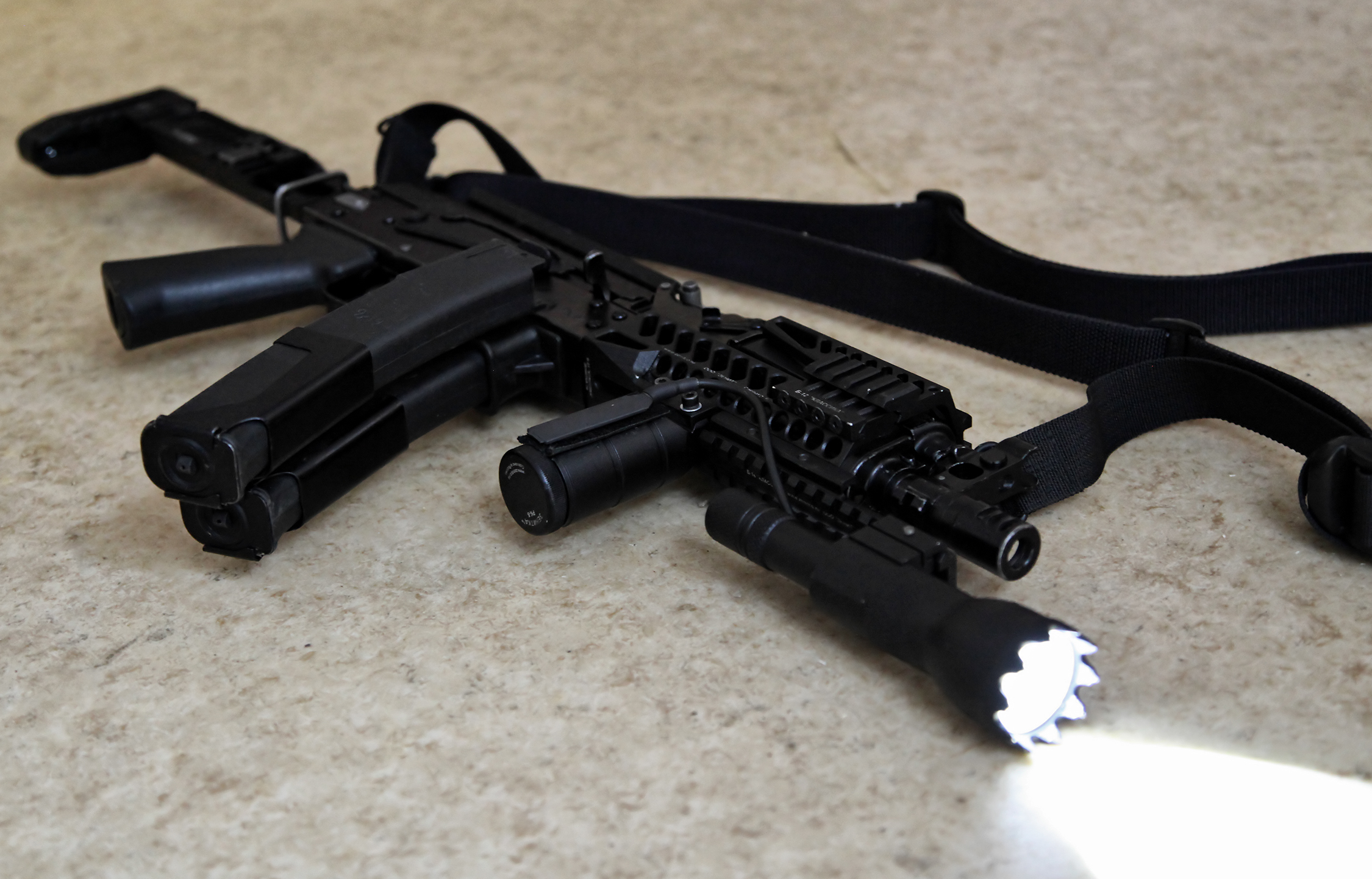
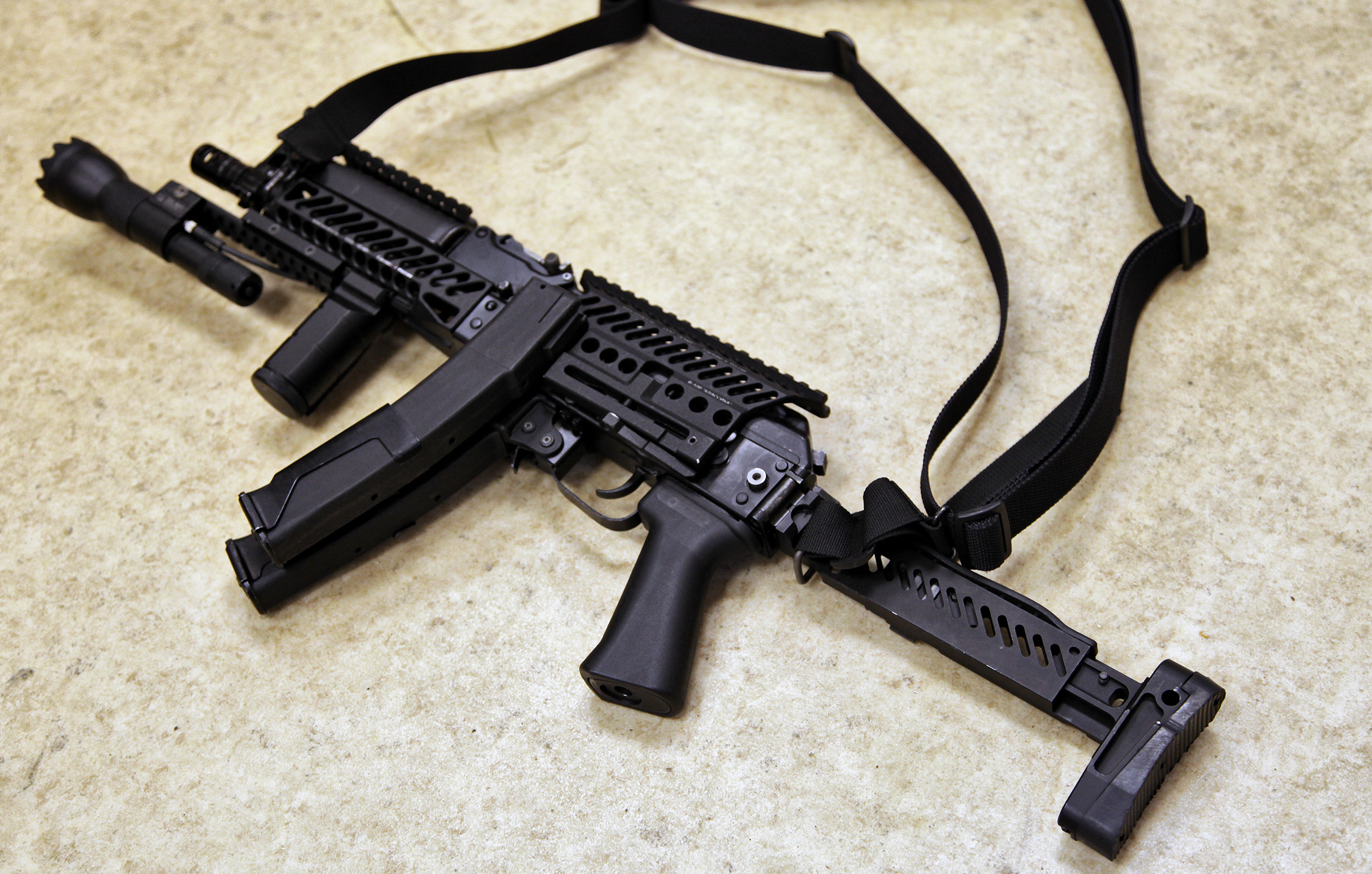
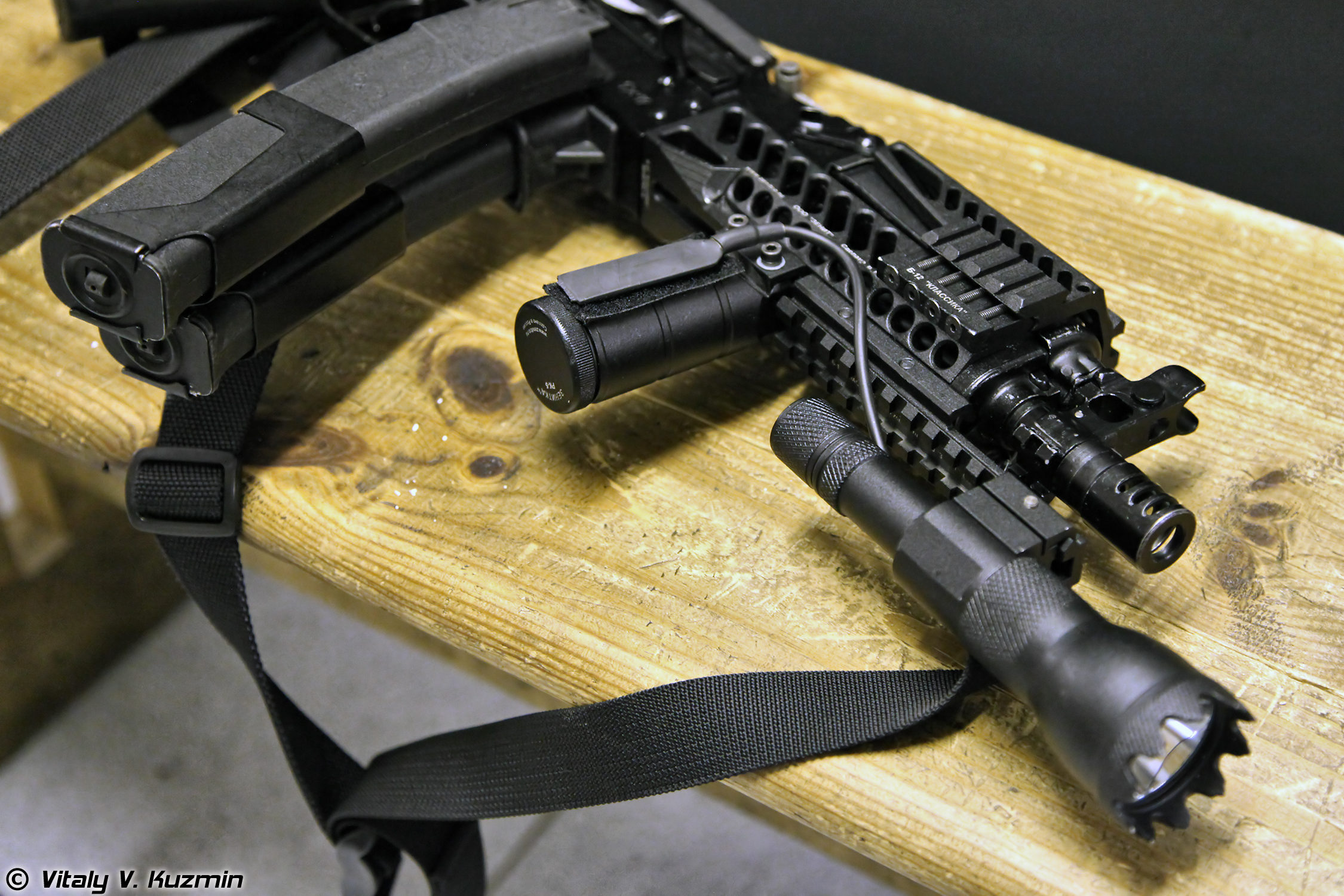
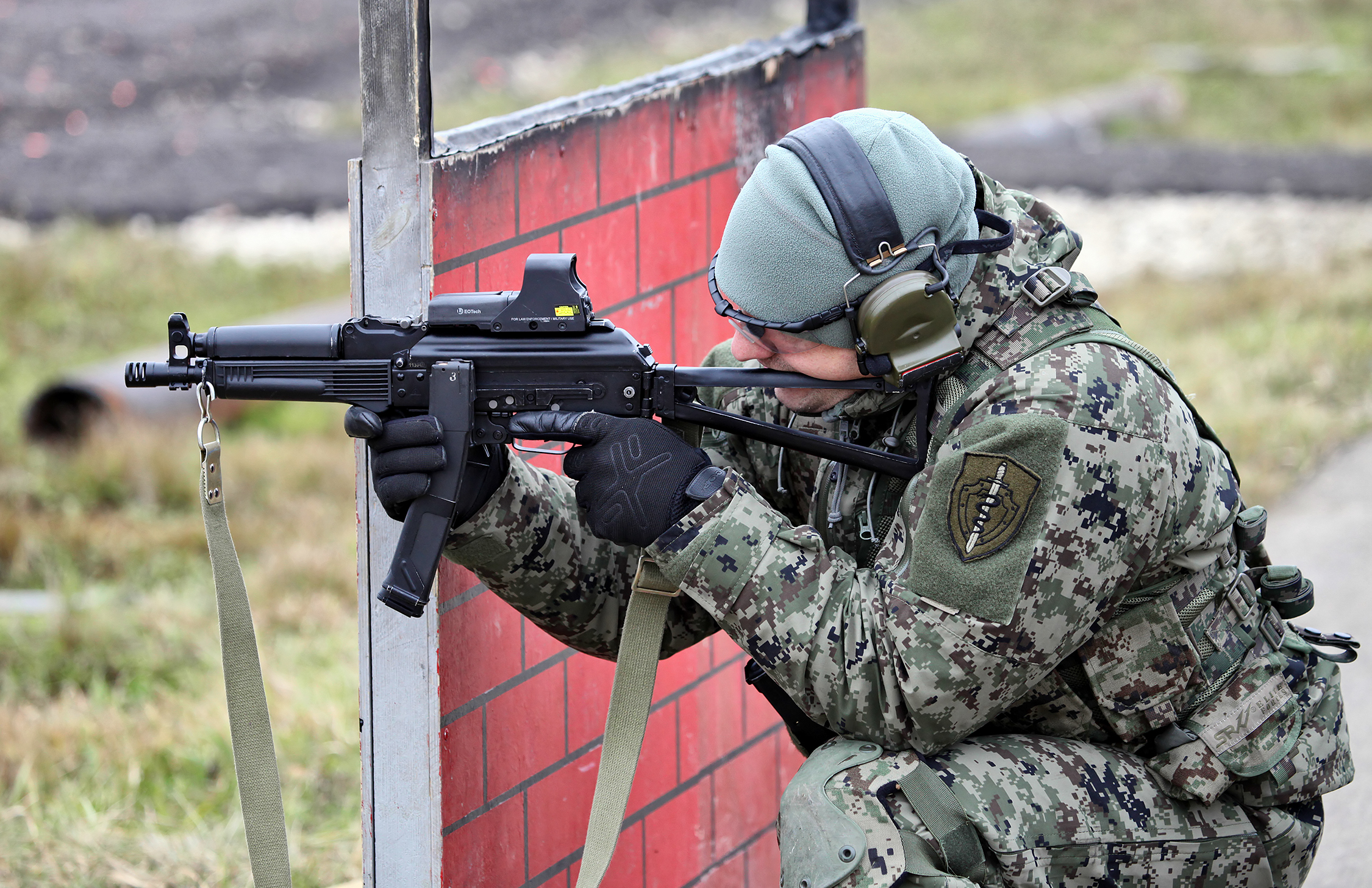
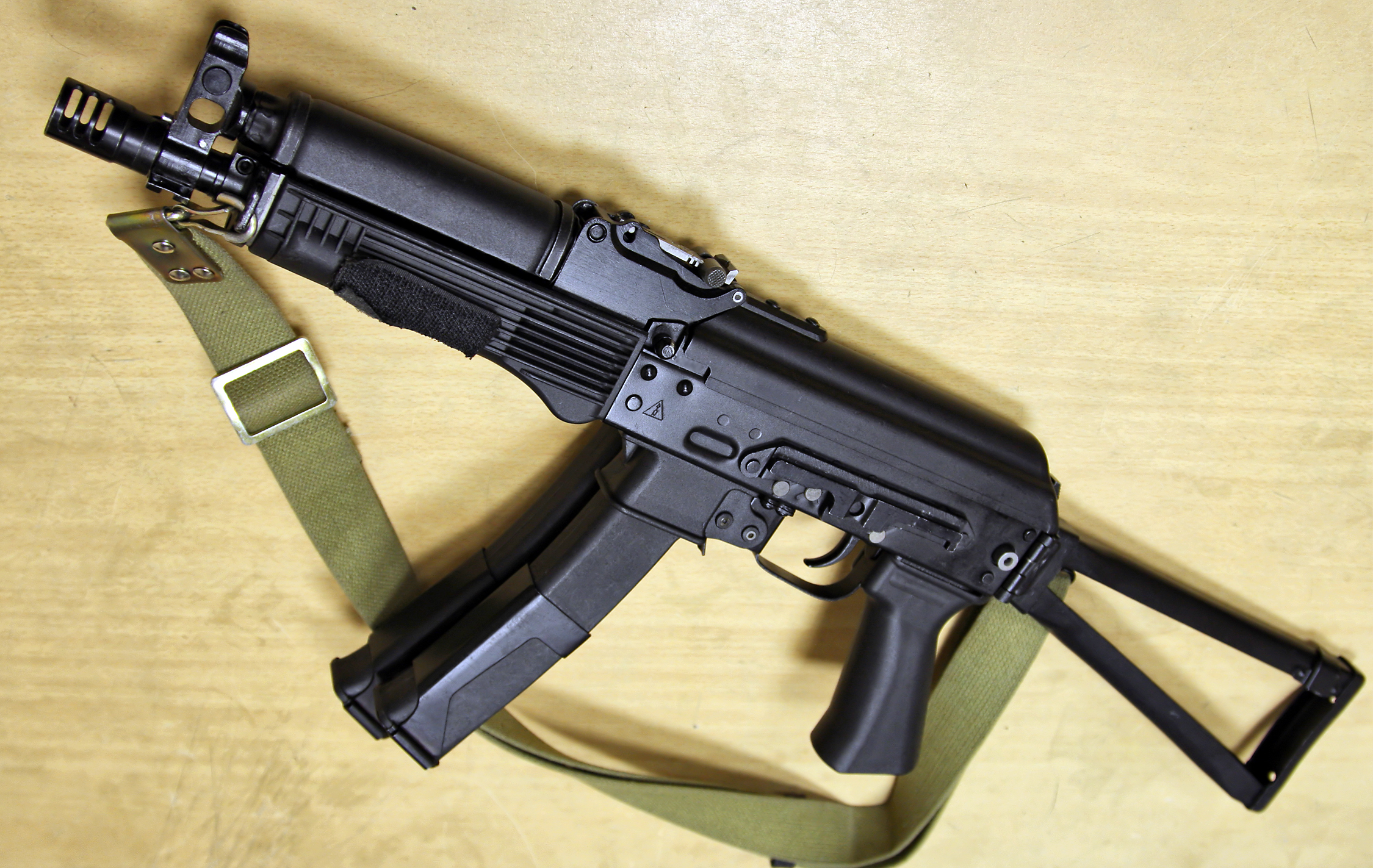
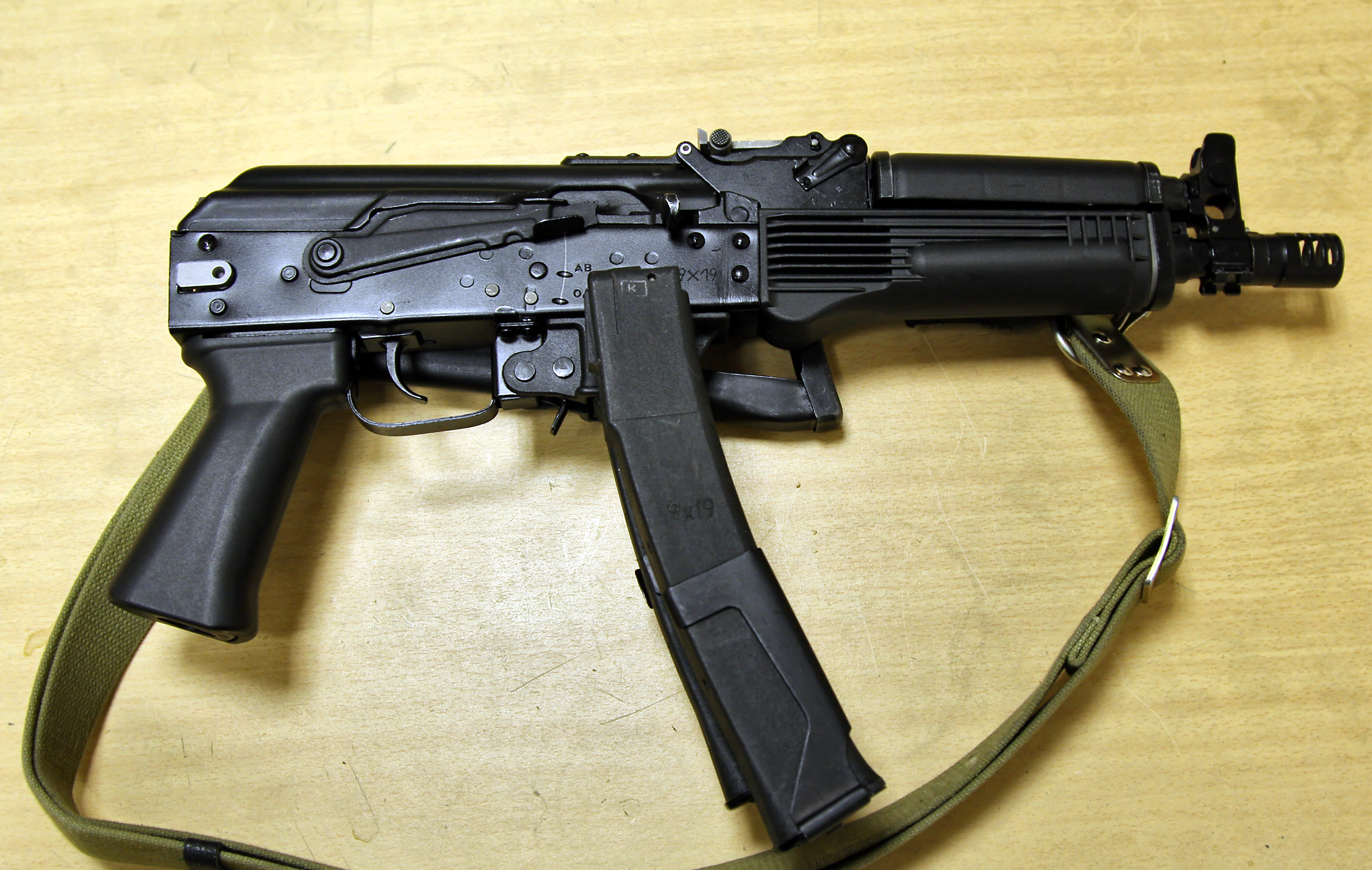
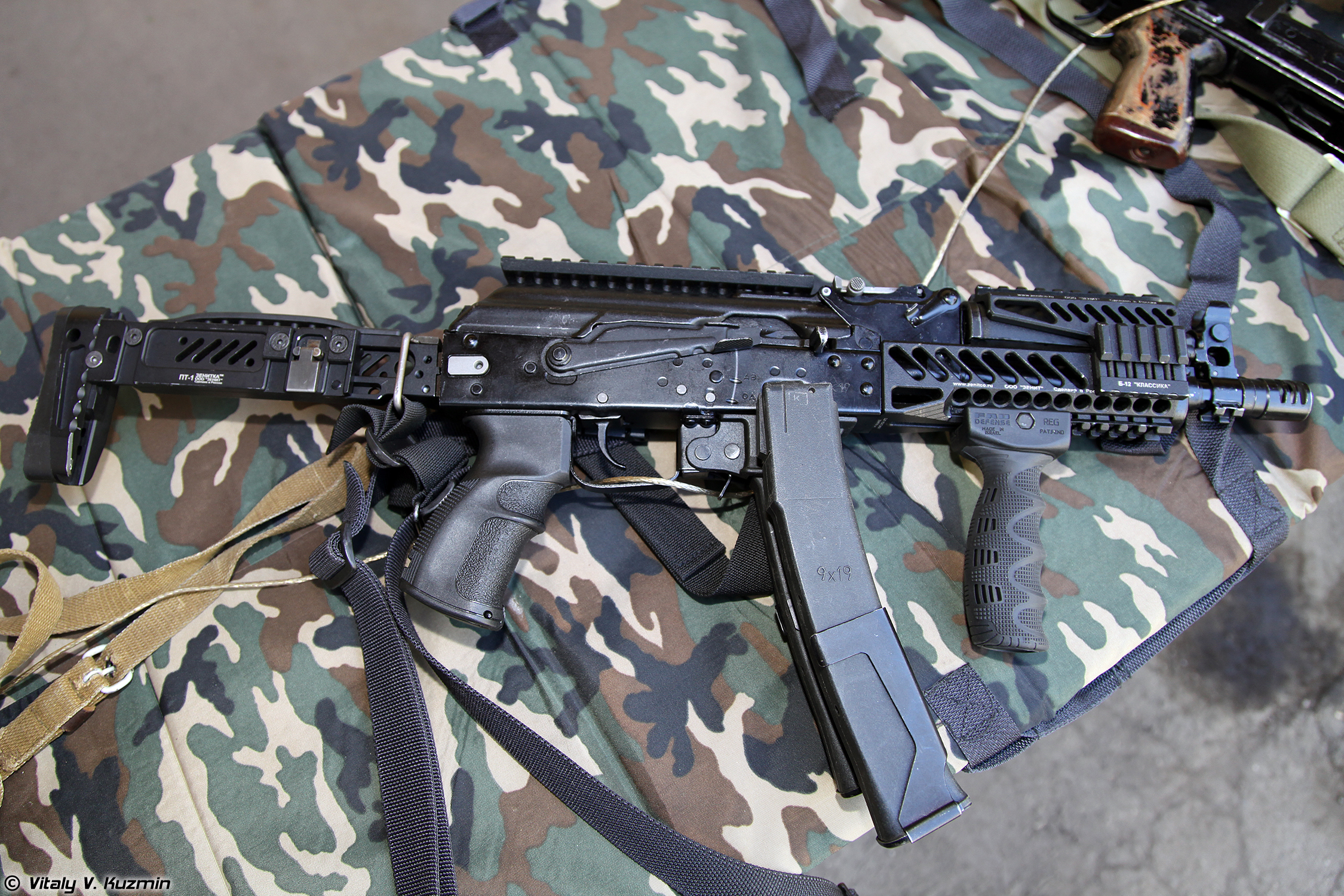